# Molly Ringwald

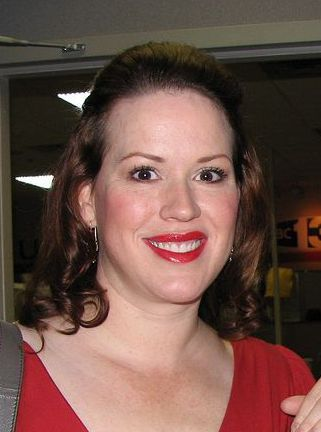
Molly Ringwaldová v únoru 2007

Molly Ringwald (* 18. února 1968, Roseville, Kalifornie, USA) je americká herečka, zpěvačka a tanečnice.
Pochází z umělecké rodiny, jejím otcem byl nevidomý jazzový klavírista Bob Ringwald. Již od dětství pak zpívala v jeho jazzové kapele (s otcovou kapelou Fulton Street Jazz Band nahrála i jednu gramofonovou desku), v pěti letech začala hrát i divadlo, kdy v divadelní adaptaci Alenky v říši divů ztvárnila postavu plšice. Ve filmu vystupuje od konce 70. let, její první významnější filmovou rolí se ale stal až snímek Bouře. Svoji první hlavní roli pak vytvořila ve filmu Šestnáct svíček z roku 1984. V roce 1985 si zahrála ve snímku Snídaňový klub, o rok později v romantické teenagerské komerii Kráska v růžovém.